# Detecção de similaridade de conteúdo
A detecção de plágio ou detecção de similaridade de conteúdo é o processo de localização de ocorrências de plágio e/ou violação de direitos autorais em uma obra ou documento. O uso generalizado de computadores e o advento da Internet tornaram mais fácil plagiar o trabalho de terceiros.
A detecção de plágio pode ser realizada de várias maneiras. A detecção humana é a forma mais tradicional de identificar plágio em trabalhos escritos. Esta pode ser uma tarefa longa e demorada para o leitor e também pode resultar em inconsistências na forma como o plágio é identificado dentro de uma organização. Softwares de correspondência de texto (TMS), também conhecidos como "softwares de detecção de plágio" ou softwares "anti-plágio", tornaram-se amplamente disponíveis, na forma de produtos disponíveis comercialmente e também de software de código aberto. Na verdade, TMS não detectam o plágio em si, mas, em vez disso, encontram passagens específicas de texto em um documento que correspondem ao texto de outro documento.

## Detecção de plágio assistida por software
A detecção de plágio assistida por computador (CaPD) é uma tarefa de recuperação de informações (IR) suportada por sistemas de IR especializados, os quais são denominados sistemas de detecção de plágio (PDS) ou sistemas de detecção de similaridade de documentos. Uma revisão sistemática da literatura de 2019 apresenta uma visão geral dos métodos de detecção de plágio de última geração.

### Em documentos de texto
Os sistemas de detecção de similaridade de texto implementam uma de duas abordagens de detecção genéricas, uma sendo externa e a outra intrínseca. Os sistemas de detecção externa comparam um documento suspeito com uma coleção de referência, que é um conjunto de documentos considerados genuínos. Com base em um modelo de documento escolhido e critérios de similaridade predefinidos, a tarefa de detecção é recuperar todos os documentos que contenham texto cuja similaridade a algum texto do documento suspeito é superior a um limite escolhido. Os sistemas de detecção de plágio intrínsecos analisam apenas o texto a ser avaliado, sem realizar comparações com documentos externos. Esta abordagem visa reconhecer as mudanças no estilo de escrita único de um autor como um indicador de potencial plágio. Os sistemas de detecção de plágio não são capazes de identificar plágio de forma confiável sem julgamento humano. Semelhanças e características do estilo de escrita são calculadas com a ajuda de modelos de documentos predefinidos e podem representar falsos positivos.

#### Eficácia dessas ferramentas em ambientes de ensino superior
Um estudo foi realizado para testar a eficácia de softwares de detecção de similaridade em um ambiente de ensino superior. Uma parte do estudo designou um grupo de alunos para escrever um artigo. Esses alunos foram primeiro instruídos sobre plágio e informados de que seu trabalho deveria passar por um sistema de detecção de similaridade de conteúdo. Um segundo grupo de alunos foi designado para escrever um artigo sem qualquer informação sobre plágio. Os pesquisadores esperavam encontrar taxas mais baixas no grupo um, mas encontraram aproximadamente as mesmas taxas de plágio em ambos os grupos.

#### Abordagens
A figura abaixo representa uma classificação de todas as abordagens de detecção atualmente em uso na detecção de similaridade de conteúdo assistida por computador. As abordagens são caracterizadas pelo tipo de avaliação de similaridade que realizam: global ou local. As abordagens de avaliação de similaridade global usam as características retiradas de partes maiores do texto ou do documento como um todo para calcular a similaridade, enquanto os métodos locais examinam apenas segmentos de texto pré-selecionados como entrada.

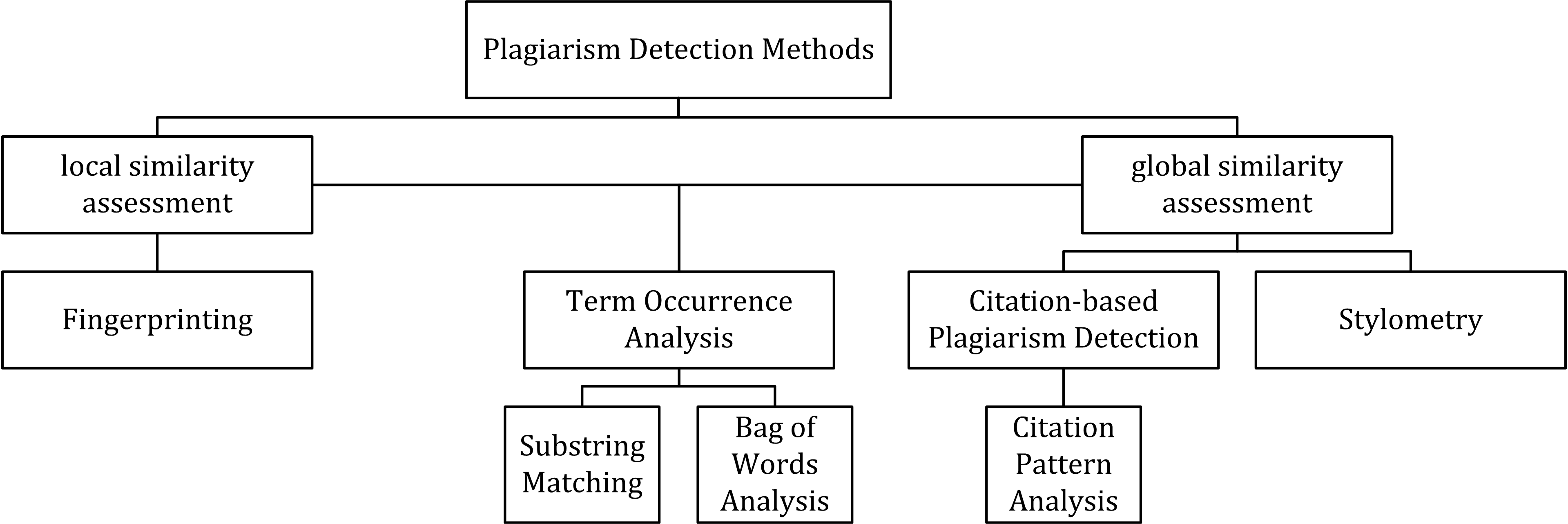
Classificação dos métodos de detecção de plágio assistidos por computador

##### Impressão digital
A impressão digital é atualmente a abordagem mais amplamente aplicada à detecção de similaridade de conteúdo. Este método forma resumos representativos de documentos, selecionando um conjunto de várias substrings (n-gramas) deles. Os conjuntos representam as impressões digitais e seus elementos são chamados de minúcias. Um documento suspeito é verificado quanto a plágio computando sua impressão digital e consultando minúcias com um índice pré-computado de impressões digitais para todos os documentos de uma coleção de referência. Minúcias correspondentes às de outros documentos indicam segmentos de texto compartilhados e sugerem plágio potencial se excederem um limite de similaridade escolhido.  O tempo e os recursos computacionais são fatores limitantes da impressão digital, razão pela qual esse método normalmente só compara um subconjunto de minúcias para acelerar o cálculo e permitir verificações em coleções muito grandes, como a internet.

##### Correspondência destrings
A correspondência de strings é uma abordagem predominante usada na ciência da computação. Quando aplicada ao problema de detecção de plágio, os documentos são comparados para sobreposições exatas de texto. Vários métodos foram propostos para lidar com essa tarefa, alguns dos quais foram adaptados para detecção externa de plágio. Verificar um documento suspeito nesta configuração requer o cálculo e o armazenamento de representações eficientemente comparáveis de todos os documentos na coleção de referência para compará-los aos pares. Geralmente, modelos de documento de sufixo, como árvores de sufixo ou vetores de sufixo, foram usados para esta tarefa. No entanto, a correspondência de substring permanece cara do ponto de vista computacional, o que a torna uma solução inviável para verificar grandes coleções de documentos.

##### Saco de palavras
A análise de saco de palavras representa a adoção da recuperação por espaços vetoriais, um conceito tradicional de IR, para o domínio da detecção de similaridade de conteúdo. Os documentos são representados como um ou vários vetores, por exemplo, para diferentes partes do documento, que são usados para cálculos de similaridade em pares. O cálculo de similaridade pode então contar com a tradicional medida de similaridade de cosseno ou com medidas de similaridade mais sofisticadas.

##### Análise de citações
A detecção de plágio baseada em citações (CbPD) depende da análise de citações e é a única abordagem para a detecção de plágio que não depende da similaridade textual. A CbPD examina as informações de citação e referência em textos para identificar padrões semelhantes nas sequências de citação. Como tal, esta abordagem é adequada para textos científicos ou outros documentos acadêmicos que contenham citações. A análise de citações para detectar plágio é um conceito relativamente novo. Embora não tenha sido adotado por nenhum software comercial, existe um primeiro protótipo de um sistema de detecção de plágio baseado em citações. A semelhança na ordem das citações nos documentos examinados, bem como a sua proximidade, são os principais critérios usados para calcular as semelhanças dos padrões de citação. Os padrões de citação representam subsequências contendo citações não exclusivamente compartilhadas pelos documentos comparados. Para quantificar o grau de similaridade dos padrões, também são considerados fatores como o número absoluto ou a fração relativa de citações compartilhadas no padrão, bem como a probabilidade de que as citações coocorram em um documento.

##### Estilometria
A estilometria inclui métodos estatísticos para quantificar o estilo único de escrita de um autor e é usada principalmente para atribuição de autoria ou detecção de plágio intrínseco. A detecção de plágio por atribuição de autoria requer verificar se o estilo de redação do documento suspeito, que é supostamente escrito por determinado autor, coincide com o de um corpus de documentos do mesmo autor. A detecção de plágio intrínseco, por outro lado, descobre o plágio com base em evidências internas no documento suspeito, sem compará-lo com outros documentos. Isso é realizado construindo e comparando modelos estilométricos para diferentes segmentos de texto do documento suspeito, e passagens que são estilisticamente diferentes de outras são marcadas como potencialmente plagiadas/violadas. Embora sejam simples de extrair, os n-gramas de caracteres estão comprovadamente entre os melhores recursos estilométricos para detecção de plágio intrínseco.

#### Desempenho
Avaliações comparativas de sistemas de detecção de similaridade de conteúdos indicam que seu desempenho depende do tipo de plágio presente (veja a figura). Exceto para a análise de padrão de citações, todas as abordagens de detecção dependem da similaridade textual. Portanto, é sintomático que a precisão da detecção diminua quanto mais os casos de plágio são ofuscados.

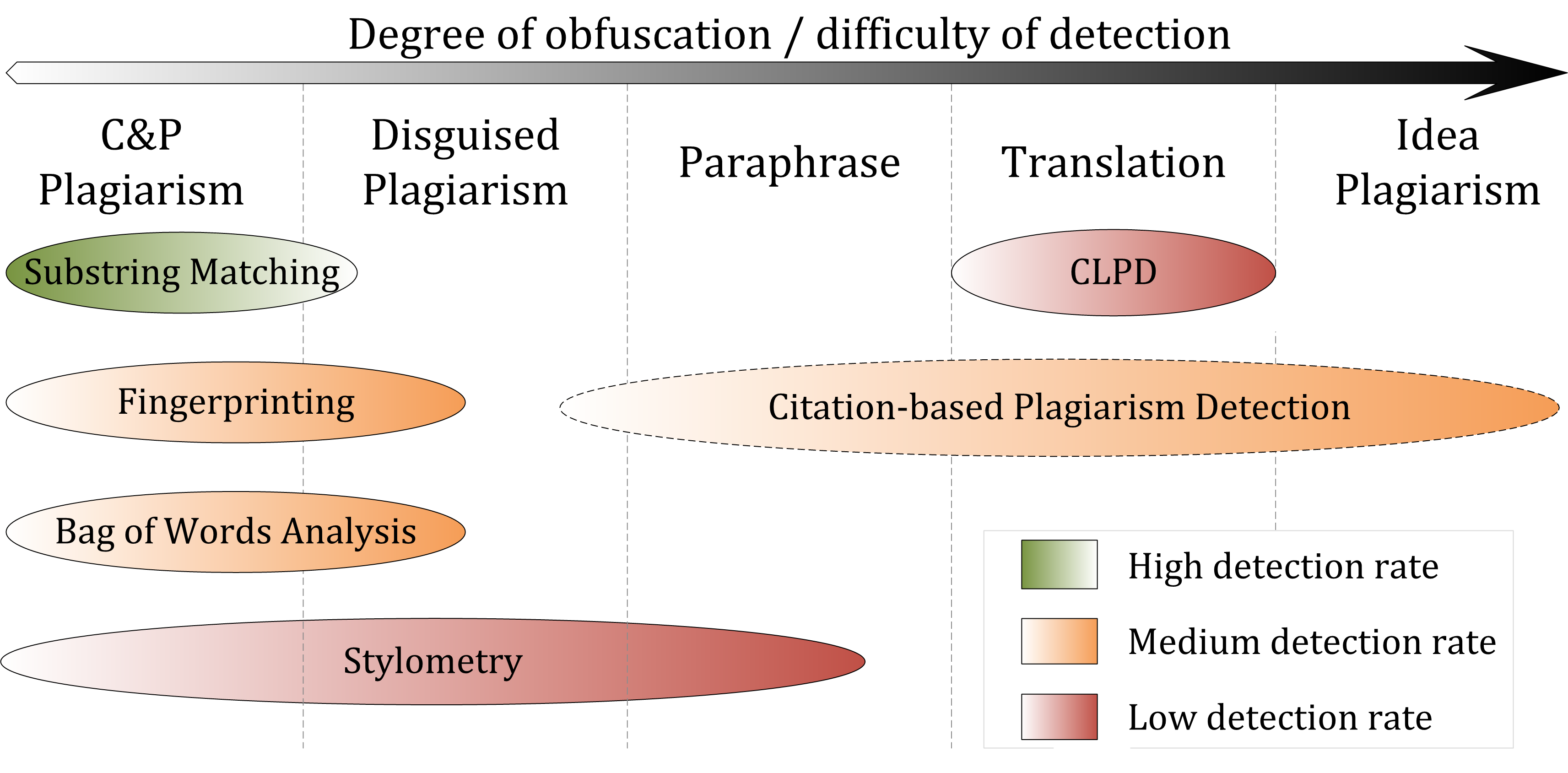
Desempenho de abordagens de CaPD na detecção, em função do tipo de plágio presente

Cópias literais, também conhecidas como plágio de copiar e colar (c&p) ou violação flagrante de direitos autorais, ou casos de plágio modestamente disfarçados, podem ser detectados com alta precisão pelos sistemas de detecção de plágio externo atuais se a fonte estiver acessível ao software. Especialmente os procedimentos de correspondência de substring alcançam um bom desempenho para plágio c&p, uma vez que normalmente usam modelos de documentos sem perdas, como árvores de sufixo. O desempenho de sistemas que utilizam impressão digital ou análise de saco de palavras na detecção de cópias depende da perda de informações incorrida pelo modelo de documento utilizado. Ao aplicar estratégias de chunking e seleção flexíveis, eles são mais capazes de detectar formas moderadas de plágio disfarçado em comparação com procedimentos de correspondência de substring.
A detecção de plágio intrínseco usando estilometria pode superar os limites da similaridade textual até certo ponto, comparando a similaridade linguística. Dado que as diferenças estilísticas entre segmentos plagiados e originais são significativas e podem ser identificadas de forma confiável, a estilometria pode ajudar na identificação de plágio disfarçado e parafraseado.[carece de fontes?] As comparações estilométricas tendem a falhar nos casos em que os segmentos são fortemente parafraseados ao ponto em que se assemelham mais ao estilo de escrita pessoal do plagiador ou se um texto foi produzido por vários autores. Os resultados das Competições Internacionais de Detecção de Plágio realizadas em 2009, 2010 e 2011, bem como os experimentos realizados por Stein, indicam que a análise estilométrica parece funcionar de forma confiável apenas quando o comprimento dos documentos é de vários milhares ou dezenas de milhares de palavras, o que limita a aplicabilidade do método às configurações de CaPD.
Uma quantidade cada vez maior de pesquisas é realizada sobre métodos e sistemas capazes de detectar plágio traduzido. Atualmente, a detecção de plágio entre linguagens (CLPD) não é vista como uma tecnologia madura e os respectivos sistemas não têm sido capazes de alcançar resultados de detecção satisfatórios na prática.
A detecção de plágio baseada em citações usando a análise de padrão de citações é capaz de identificar paráfrases e traduções mais fortes com taxas de sucesso mais altas quando comparadas a outras abordagens de detecção, porque é independente de características textuais. No entanto, como a análise de padrões de citações depende da disponibilidade de informações de citações suficientes, ela se limita a textos acadêmicos. Ele permanece inferior às abordagens baseadas em texto na detecção de passagens plagiadas mais curtas, que são típicas para casos de plágio de copiar e colar ou agitar e colar; o último se refere à mistura de fragmentos ligeiramente alterados de fontes diferentes.

#### Software
O projeto de software de detecção de similaridade de conteúdo para uso com documentos de texto é caracterizado por uma série de fatores: 
| Fator                                           | Descrição e alternativas |
| ----------------------------------------------- | --- |
| Escopo da pesquisa                              | Na Internet pública, utilizando motores de busca / Bancos de dados institucionais / Bancos de dados local, específico do sistema.[carece de fontes?] |
| Tempo de análise                                | Atraso entre o momento em que um documento é enviado e o momento em que os resultados são disponibilizados.[carece de fontes?] |
| Capacidade de documento / processamento em lote | Número de documentos que o sistema pode processar por unidade de tempo.[carece de fontes?] |
| Intensidade da verificação                      | Com que frequência e para quais tipos de fragmentos de documento (parágrafos, frases, sequências de palavras de comprimento fixo) o sistema consulta recursos externos, como mecanismos de pesquisa. |
| Tipo de algoritmo de comparação                 | Os algoritmos que definem a forma usada pelo sistema para comparar documentos entre si.[carece de fontes?] |
| Precisão e recuperação                          | Número de documentos sinalizados corretamente como plagiados em comparação com o número total de documentos sinalizados e com o número total de documentos que foram realmente plagiados. Alta precisão significa que poucos falsos positivos foram encontrados, e alta recuperação significa que poucos falsos negativos não foram detectados.[carece de fontes?] |

A maioria dos sistemas de detecção de plágio em grande escala usa grandes bancos de dados internos (além de outros recursos) que aumentam a cada documento adicional enviado para análise. No entanto, este recurso é considerado por alguns como uma violação dos direitos autorais dos alunos . 

### Em código-fonte
O plágio em código-fonte de programas de computador também é frequente e requer ferramentas diferentes daquelas usadas para comparações de texto em documentos. Uma pesquisa significativa tem sido dedicada ao plágio de código-fonte acadêmico.
Um aspecto distinto do plágio de código-fonte é que não há fábrica de redações, como as que podem ser encontradas no plágio tradicional. Uma vez que a maioria das atribuições de programação espera que os alunos escrevam programas com requisitos muito específicos, é muito difícil encontrar programas existentes que já os atendam. Como integrar código externo geralmente é mais difícil do que escrevê-lo do zero, a maioria dos alunos que plagiam faz isso a partir de seus colegas.
De acordo com Roy e Cordy, algoritmos de detecção de similaridade de código-fonte podem ser classificados como baseados nas seguintes abordagens:
- Strings - procurar correspondências textuais exatas de segmentos, por exemplo, sequências de cinco palavras. Rápido, mas pode ser confundido por mudanças nos nomes de identificadores.
- Tokens - como acontece com strings, mas usando um lexer para converter o programa em tokens primeiro. Isso descarta espaços em branco, comentários e nomes de identificadores, tornando o sistema mais robusto para substituições de texto simples. A maioria dos sistemas de detecção de plágio acadêmico trabalha nesse nível, usando diferentes algoritmos para medir a similaridade entre sequências de tokens.
- Árvores de análise - construir e comparar árvores de análise. Isso permite que semelhanças de nível superior sejam detectadas. Por exemplo, a comparação de árvore pode normalizar declarações condicionais e detectar construções equivalentes como semelhantes entre si.
- Grafo de Dependência de Programa (PDGs) - um PDG captura o fluxo real de controle em um programa e permite que equivalências de nível muito mais alto sejam localizadas, com maior gasto em complexidade e tempo de cálculo.
- Métricas - as métricas capturam 'pontuações' de segmentos de código de acordo com certos critérios; por exemplo, "o número de loops e condicionais" ou "o número de variáveis diferentes usadas". As métricas são simples de calcular e podem ser comparadas rapidamente, mas também podem levar a falsos positivos: dois fragmentos com as mesmas pontuações em um conjunto de métricas podem fazer coisas totalmente diferentes.
- Abordagens híbridas - por exemplo, árvores de análise + árvores de sufixo podem combinar a capacidade de detecção de árvores de análise com a velocidade oferecida pelas árvores de sufixo, um tipo de estrutura de dados de correspondência de strings.

A classificação anterior foi desenvolvida para refatoração de código, e não para detecção de plágio acadêmico (um objetivo importante da refatoração é evitar código duplicado, conhecido na literatura como clones de código). As abordagens acima são eficazes contra diferentes níveis de similaridade; similaridade de baixo nível refere-se a texto idêntico, enquanto similaridade de alto nível pode ser devida a especificações semelhantes. Em um ambiente acadêmico, quando se espera que todos os alunos codifiquem com as mesmas especificações, um código funcionalmente equivalente (com similaridade de alto nível) é inteiramente esperado, e apenas a similaridade de baixo nível é considerada prova de trapaça.

## Complicações do uso de software de correspondência de texto para detecção de plágio
Várias complicações foram documentadas com o uso de software de correspondência de texto quando usado para detecção de plágio. Uma das preocupações mais prevalentes está centrada na questão dos direitos de propriedade intelectual. O argumento básico é que os materiais devem ser adicionados a um banco de dados para que o TMS determine efetivamente uma correspondência, mas adicionar materiais dos usuários a esse banco de dados pode infringir seus direitos de propriedade intelectual. A questão foi levantada em vários processos judiciais.
Uma complicação adicional com o uso do TMS é que o software encontra apenas correspondências precisas com outro texto. Ele não pega um trabalho mal parafraseado, por exemplo, ou a prática de plagiar pelo uso de substituições de palavras suficientes para iludir o software de detecção, o que é conhecido como rogeting.

## Literatura
- Carroll, J. (2002). A handbook for deterring plagiarism in higher education. Oxford: The Oxford Centre for Staff and Learning Development, Oxford Brookes University. (96 pág. ),ISBN 1873576560
- Zeidman, B. (2011). The Software IP Detective’s Handbook. Prentice Hall. (480 p.),ISBN 0137035330